# Кирил Василев (философ)
Вижте пояснителната страница за други личности с името Кирил Василев.
Кирил Николов Василев е български философ, историк и академик.

## Биография
Кирил Василев е роден на 23 май 1918 г. в село Турян, Смолянско. През 1932 г. влиза в РМС, а през 1938 г. в БРП.
Участва в Съпротивителното движение по време на Втората световна война. Партизанин и политкомисар на Партизански отряд „Колю Шишманов“, който е в състава на Втора родопска бригада „Васил Коларов“.
След Деветосептемврийския преврат през 1944 година е сред активните противници на органзацията Дружба „Родина“ и се противопоставя на опитите за нейната частична реабилитация в началото на 60-те години. Завършва специалност философия в Софийския университет. Остава в университета на преподавателска работа. Чете лекции по исторически материализъм. Ръководител на катедра „Диалектически и исторически материализъм“ (дн. „Философия“). Професор от 1963 г. Академик на БАН от 1989 г. Най-популярният му труд „Любовта“ е преведен и издаден на руски и китайски език. Автор на „Увод към философия на историята“ (1961) и „Красноречието“ (1989).
Награден с орден „Георги Димитров“, орден „Народна република България“ I ст. и орден „Кирил и Методий“ I ст. Удостоен е с Награда за принос в духовността от Министерството на културата (2008).
Негов син е политикът и философ Николай Василев.